# Дьо Блоа
Дьо Блoа (на френски: Maison de Blois, Thibaldiens; също Теобалдини, Тетбалдини или Тибалдини е френска графска фамилия на Графство Блоа (ок. 930 – 1284) във Франция, крале на Англия (1135 – 1154) и Навара (1234 – 1305). През 11-ти век фамилията наследява графствата Троа и Мо, от които образува през 12 век Шампан (Champagne). През 13-ти век фамилията наследява Кралство Навара и дава графовете и кралете на Навара. В началото на 14 век тя измира.

## Историческа справка

### Графове Тибо І, Йод І, Тибо ІІ и Тибо ІІІ
Основател на рода е Тибо I (ок. 910 – ок. 975), граф на Блоа и Шартър. Той успява за увеличи своя домен чрез брака си с Лиогард, дъщеря на Херберт II дьо Вермандоа. Животът му преминава в битки срещу френските крале, херцозите на Нормандия и архиепископа на Реймс. Синът му Йод I (975 – 995) се утвърждава като господар на Троа и Мо. Жени се за Берта, дъщеря на бургундския крал Конрад III. Наследен е от синовете си Тибо II (995 – 1004), умрял без наследници и Йод II (1004 – 1037), който взема дейно участие във френските феодални размирици. Женен е за Матилда, дъщеря на нормандския херцог Ришар I. Дава дъщеря си Мао за съпруга на граф Ротру ІІІ дьо Перш. След смъртта на Йод ІІ наследството му си поделят неговите двама синове: Тибо III (1037 – 1089), който получава Блоа, Тур и Шартър, а Етиен ІІ (1037 – 1047) – Троа и Мо. Единственият син на Етиен ІІ, Йод ІІІ, губи своите земи през 1063 г. Отнема ги чичо му Тибо III, известен като покровител на манастирската реформа във Франция. Тибо ІІІ оставя трима синове: Етиен III Анри (1089 – 1102), Йод IV (1083 – 1093) и Юг I (1093 – 1125), родоначалник на клона Шамплит.

### Граф Етиен ІІІ Анри и крал на Англия Стивън І
Етиен III Анри се жени за Адела, по-малка дъщеря на английския крал Уилям I Завоевател, която ражда двама синове. Вторият от тях Етиен дьо Блоа, е издигнат на английския престол под името Стивън I (Етиен дьо Блоа, Стефан Блоаски) (1135 – 1154) след смъртта на крал Хенри I. Другият претендент за властта в Англия Джефри Плантагенет, граф д’Анжу, повежда скоро упорита борба с него. Смъртта на единствения му син Йосташ през 1153 г., роден от брака му с Матилда Булонска, принуждава крал Стивън да остави короната на Хенри II, син на Джефри Плантагенет. Крал Стивън има и дъщеря Мария, омъжена за Матийо I, граф на Фландрия и Булон, а след смъртта му – за Матиас.

### Графове Тибо IV, Тибо V и Луи дьо Блоа
По-големият син на Етиен III Анри, Тибо IV Велики (1102 – 1151), оглавява борбата на феодалните сеньори във Франция срещу кралете Луи VI и Луи VII. По негово време Шампан се превръща в център на обширните му земи. Една от дъщерите му, Адел, е трета съпруга на френския владетел Луи VII (1160), друга, Мария, се омъжва за бургундския херцог Одо II, а трета, Алис, за граф Рено II дьо Бар. Най-малкият от синовете му, Гийом (1135 – 1202), става архиепископ на Реймс и пръв коронова френския крал. Неговите наследници утвърждават тази практика. Вторият син на Тибо IV Велики, Тибо V Добрый (1151 – 1191), получава в наследство графствата Блоа и Шартър. Става сенешал на Франция и се жени за Алис, дъщеря на крал Луи VII. Дъщеря му Маргарита се омъжва за Ото I фон Хохенщауфен, пфалцграф на Бургундия. Синът му, граф Луи дьо Блоа (1191 – 1205) е известен като един от ръководителите на Четвъртия кръстоносен поход. След завладяването на Константинопол от латинците през 1204 г. получава Никея и загива на 14 април 1205 г. в битката при Адрианопол срещу войските на българския цар Калоян. Негова съпруга е Катерина, наследница на графство Клермон и майка на единствения му син Тибо (†1218). Първородният син на Тибо IV Велики, Анри I (1151 – 1181), получава властта над Шампан. Съпругата му Мария, дъщеря на крал Луи VII, ражда двама синове: Анри II (1181 – 1197) и Тибо VI, както и дъщеря Мария, омъжена за фландърския граф и латински император на Константинопол Балдуин I.

### Графове на Блоа-Шампан и крале на Навара
Граф Анри II се жени за овдовялата йерусалимска кралица Изабела I д’Анжу, но бракът не е признат, и двете му дъщери Алиса, омъжена за кипърския крал Юг I дьо Люзинян и Филипина напразно претендират за бащиното си наследство. Тибо VI (Тибо ІІІ в Шампан) е избран за предводител на Четвъртия кръстоносен поход, но умира в разгара на приготовленията. След смъртта му неговата съпруга Бланка, ражда син Тибо VII (Тибо IV в Шампан) (1201 – 1253). Новият граф първоначално се намира под опеката на майка си (до 1222 г.), а през 1234 г. е коронован крал на Навара под името Тибо (Теобалд) I Трубадур. Същата година е принуден да признае сюзеренитета на крал Луи IX Свети над френските си владения. Той е също така един от най-известните поети в Европа през 13-ти век. Жени се за Гертруда, дъщеря на графът на Брабант Албрехт II фон Дагсбург, а след като овдовява сключва брак с Агнес дьо Божьо. Една от дъщерите му Маргарита е омъжена за лотарингския херцог Фридрих III, а друга, Бланш – за бретанския херцог Жан І дьо Дрьо. По-големият му син – граф Тибо VIII (1253 – 1270) е същевременно крал на Навара под името Тибо (Теобалд) II. Негова съпруга е Изабела, дъщеря на френския крал Луи IX Свети. Придружава тъста си в Осмия кръстоносен поход срещу Тунис и умира на връщане в Сицилия. Наследен е от брат си Анри I Дебелия (1270 – 1274), последния мъжки представител на рода Блоа-Шампан. От брака си с Бланш д'Артоа, дъщеря на граф Робер I д'Артоа той има само една дъщеря, кралица на Навара Жана I (1274 – 1305). През 1284 г. тя се омъжжва за бъдещия френски крал Филип IV и по този начин фамилните владения са присъединени към кралския домен на Франция.

## Графове на Блоа, Шампан и други
- 960 – 975: Тибо I, граф на Блоа и Шарър,
- 975 – 995: Йод I, граф на Блоа, Шартър, Тур, Шатоден, Провен и Реймс (982 – 995), син на предходния
- 995 – 1004: Тибо II, граф на Блоа, Шартър, Тур, Шатоден, Провен и Реймс, син на предходния
- 1004 – 1037: Йод II, граф на Блоа, Шартър, Тур, Шатоден, Провен и Реймс, след това граф Мо и Троа (под името Йод I), брат на предходния
- 1037 – 1089: Тибо III, граф на Блоа, Шартър, Тур, Шатоден, Провен, Мо и Троа (под името Тибо I), син на Йод II
- 1089 – 1102: Етиен Анри, граф на Блоа, Шартър и Мо, син на Тибо III
- 1102 – 1151: Тибо IV Велики, граф на Блоа, Шарър и Мо, граф на Шампан (1125 – 1151, Тибо II) в 1125, син на предходния
- 1151 – 1191: Тибо V Добрый, граф Блоа и Шартър, син на предходния
- 1151 – 1181: Анри I, граф на Шампан, син на Тибо IV
- 1181 – 1197: Анри II, граф на Шампан, син на предходния
- 1191 – 1205: Луи дьо Блоа, граф на Блоа, Шартър и Клермон, син на предходния
- 1205 – 1218: Тибо VI, граф на Блоа и Шампан (Тибо ІІІ), син на Анри I
- 1201 – 1253: Тибо VII, граф на Блоа и Шампан (Тибо IV), син на предходния
- 1253 – 1270: Тибо VIII, граф на Блоа и Шампан (Тибо V), син на предходния
- 1270 – 1274: Анри III Дебелия, граф на Блоа и Шампан, син на Тибо VII
- 1274 – 1284: Жана I, графиня на Блоа и Шампан, дъщеря на предходния

## Крале на Англия
- 1135 – 1154: Стивън I (Етиен дьо Блоа, Стефан Блоаски)

## Крале на Навара
- 1234 – 1253: Тибо (Теобалд) I Трубадур, (30.5.1201 – 14.7.1253), граф на Блоа (Тибо VII) и Шампан (Тибо IV), син на Тибо VI, граф на Блоа и Шампан (Тибо ІІІ)
- 1253 – 1270: Тибо (Теобалд) II, (1237 – 4.12.1270), граф на Блоа (Тибо VIII) и Шампан (Тибо V), син на предходния
- 1270 – 1274: Анри I Дебелия, (†22.7.1274), граф на Блоа и Шампан (Анри III), син на Тибо (Теобалд) I
- 1274 – 1305: Жана I, (17.4.1271 – 4.4.1305), графиня на Блоа и Шампан (1274 – 1284), дъщеря на предходния